# Denizli
Denizli er en by i det sydvestlige Tyrkiet med 1.027.782 (2018) indbyggere. Byen er hovedstad i en provins der også hedder Denizli. Byens borgmester er Osman Zolan.